# Лесков, Андрей Николаевич
Андре́й Никола́евич Леско́в (12 июня 1866, Петербург — 5 ноября 1953, Ленинград) — военный деятель, полковник пограничной стражи РИА, военспец — один из основателей советских погранвойск, единолично разработал первый советский «Устав службы пограничных войск», генерал-лейтенант РККА (1943).
Сын русского писателя Николая Семёновича Лескова.
Автор книги об отце «Жизнь Николая Лескова» которую писал дважды — уже подписанная в печать рукопись сгорела в 1941 году в разбомбленном фашистами издательстве, а авторский экземпляр погиб в Блокаду Ленинграда. Написанная повторно, книга вышла только посмертно — в 1954 году.

## Биография
Родился 12(25) июля 1866 года в Петербурге в семье русского писателя Николая Семёновича Лескова и Екатерины Степановны Савицкой (по первому мужу — Бубновой), праправнучки киевского зодчего Ивана Григорьевича Григоровича-Барского. Единородный брат — историк Николай Михайлович Бубнов.
Когда мальчику было одиннадцать лет, семья распалась, а Андрей остался с отцом. 
В отчем доме видел многих деятелей русской литературы.
В 1872—1877 годах учился в частной школе Е. С. Ивановой, затем в третьей военной гимназии. Отец определил сына в военные.

Считается, что в тот далёкий день Лесков дал русской армии отличного штабного офицера, выросшего в крупного военного специалиста, но лишил русскую литературу первоклассного писателя. Единственная, посмертно изданная книга Андрея Николаевича Лескова — об отце — убеждает, что врождённым даром затейливого сладко-горького русского сказа был он под стать самому «мудрому мастеру искусства слова».— Юрий Нагибин, рассказ «День крутого человека»
Окончил Киевское юнкерское училище (1886) и второе военное Константиновское училище (1887). Из училища выпущен подпоручиком.

### Служба в Пограничной страже
Службу начал в 1887 году в 87-го пехотного Нейшлотского полка (г. Новгород), затем 147-го пехотного Самарского полка Санкт-Петербургского военного округа (г. Ораниенбаум). Был прикомандирован к Корпусу военных топографов (1890). С сентября 1890 года — поручик. В 1891 году переведен чиновником в Главное интендантское управление.
С 1893 года — в пограничной страже: Субалтерн-офицер Ченстоховской бригады пограничной стражи (1893), командир Ченстоховского отряда (1894). Штабс-ротмистр (30.08.1894).
В 1896 году переведён в Крымскую бригаду пограничной стражи: командир Ялтинского (1896—1897), Феодосийского (1897), Евпаторийского (1898—1899) пограничных отрядов.
В 1899 году — командир Лахтинского отряда Санкт-Петербургской бригаде пограничной стражи. С сентября 1899 года — ротмистр.
С 1900 года служил в штабе Отдельного корпуса пограничной стражи (Санкт-Петербург ул. Кирочная, 23):
- 1901—1907 — старший адъютант штаба 1-го округа Отдельного корпуса пограничной стражи, несколько раз назначался врио начальника штаба округа.
- 1908—1910 — помощник старшего адъютанта начальника строевого, инспекторского и мобилизационного отделения штаба Отдельного корпуса пограничной стражи.
- 1910—1911 — в отделении пограничного надзора штаба Отдельного корпуса пограничной стражи. Подполковник (14.01.1911)
- 1911—1913 — командир отдела 1-й Санкт-Петербургской императора Александра III бригады пограничной стражи.
- 1913—1914 — штаб-офицер для поручений командира Отдельного корпуса пограничной стражи.

В январе 1914 года произведён в полковники с увольнением в отставку.
В годы Первой мировой войны был призван в ополчение на должность начальника штаба 14-й бригады Государственного ополчения, демобилизован в декабре 1917 года.

### Служба в Пограничных войсках ВЧК/ОГПУ
С 1918 года — военспец в Красной Армии. А. Н. Лесков был большим специалистом пограничного дела.
С июля 1919 по 1929 год — на штабной работе в Пограничных войсках ВЧК/ОГПУ.
Старший инспектор секретной части, начальник отдела (1922). И.д. начальника штаба Петроградского пограничного округа (1923). Помощник инспектора организационного и мобилизационного отдела УПО (1925). Уполномоченный оперативного отдела УПО Петроградского округа (1926). Уполномоченный оперативного отделения штаба 59-го пограничного отряда ДВК (1929).
В 1923 году разработал «Инструкцию службы охраны государственной границы пограничными войсками ГПУ Петроградского пограничного округа», которая являлась основным руководящим документом пограничных войск до выхода «Временного Устава службы пограничной охраны ОГПУ».
Преподавал в Высшей пограничной школе ОГПУ — вёл занятия по специальным дисциплинам.
Исключительная память Лескова, его эрудиция, глубокое знание преподаваемого предмета, большой жизненный и служебный опыт, образный, самобытный язык в сочетании со знанием бесчисленных народных присказок и поговорок, которые в зависимости от момента произносились им на русском, украинском, польском языках, — все это делало А. Н. Лескова любимцем курсантов.

«Составь документ и обязательно отложи его на какое-то время, — говорил нам Андрей Николаевич, — Пусть пока отлежится. А сам пока думай. Потом почитай его сослуживцам, выслушай их мнение, взвесь все „за“ и „против“, снова поправь документ и только тогда выпускай в свет».— бывший в 1925 году курсантом у А. Н. Лескова будущий генерал-полковник, в 1941 году командующий Обороной Москвы, Павел Артемьевич Артемьев
Уволен из пограничной охраны по инвалидности летом 1929 года. Персональный пенсионер за личные заслуги.

### В отставке
С 1929 года занимался литературной деятельностью — готовил книгу об отце.
С введением в Советской армии новых званий — в период Великой Отечественной войны — числился генерал-лейтенантом в отставке.
В годы войны жил в блокадном Ленинграде (1941—1942), был эвакуирован в Москву.
После войны вернулся в Ленинград, где до своей смерти работал над восстановлением утраченной в годы войны рукописи книги об отце, готовил её к изданию.
Помог установить местонахождение дома своих деда и отца в Орле и много сделал для создания в нём единственного в стране музея.
Умер 5 ноября 1953 года в Ленинграде, похоронен на Литераторских мостках Волковского кладбища, рядом с отцом.

## Награды
- Ордена Святого Станислава 3-й степени (1901), Святой Анны 3-й степени (1905), Святого Станислава 2-й степени (1907).
- 12 червонцев — За единоличную разработку первого советского «Устава службы пограничных войск» (1923).
- Медаль «За оборону Ленинграда» (1947).

## Семья
Первая жена — Ольга Ивановна Лескова (1874—1959), в девичестве Лаунерт, сочетались браком в 1891 году.
- два сына — Юрий Андреевич Лесков (1892—1942) и Ярослав Андреевич Лесков.
  - внучка — Татьяна Юрьевна Лескова — балерина. Единственная правнучка русского писателя Николая Лескова

Вторая жена — Анна Ивановна Лескова (1894—1976) — в 1938—1942 годах сотрудник-переводчик РНБ, детей не было.

## Адреса в Ленинграде
До июня 1939 года жил в Ленинграде на Кирочной улице, дом 5, кв. 6, а затем на Петровской набережной, д. 1/2, кв. 46.

## Книга «Жизнь Николая Лескова»
Ещё в 1920 году опубликовал воспоминания об отце (Вестник литературы, 1920, № 4-5, 7), консультировал исследователей-лесковистов.
В 1932—1936 годах написал первую редакцию монографии «Жизнь Николая Лескова».
Ещё в 1934 году с неоконченной рукописью ознакомился Максим Горький, назвавший её «замечательно своеобразной работой <…> талантливейшего человека» и просил своего помощника по руководству Пушкинским Домом В. А. Десницкого помочь автору и посодействовать скорейшему изданию монографии.
В 1937 году удалось опубликовать отрывки работы, но публикация книги застопорилась.
В 1940 году издательство всё-таки приступило к редактированию рукописи и к июню 1941 года она была подписана в печать, но война остановила издание книги, а в сентябре 1941 года рукопись погибла в разбомбленном немцами ленинградском издательстве «Советский писатель». Авторский экземпляр погиб в блокадные мартовские дни 1942 года.
Летом 1942 года при эвакуации из осажденного Ленинграда автору удалось вывезти с собой архив с подготовительными материалами и варианты отдельных глав в машинописи, и в подмосковном Кратове, уже в 1942 году он приступил к работе по возрождению книги.
В мае 1945 года новую рукопись с восхищением читает филолог-искусствовед С. Н. Дурылин: «Как писатель сын Н. С. Лескова — достойный ученик своего отца».
23 февраля 1948 года Андрей Лесков передал издательству «Гослитиздат» рукопись первого тома, а в июне 1949 года — второго тома.
Однако, редактирование затянулось на пять лет — автор год не дожил до публикации, книга вышла посмертно.
Издания:
- Жизнь Николая Лескова: По его личным, семейным и несемейным записям и памятям — Москва: Гослитиздат, 1954—684 с.
- Жизнь Николая Лескова по его личным, семейным и несемейным записям и памятям — Тула : Приокское книжное издательство, 1981. — 647 с.
- Жизнь Николая Лескова по его личным, семейным и несемейным записям и памятям. В двух томах — М.: Художественная литература, 1984

жалкие десять тысяч того первого тиража сделались уже совершенною редкостью; положение доходило до курьеза, когда даже и специалисты выстраивались за этой книгой в библиотечную очередь. Пока столичные издатели предавались на этот счет раздумьям, помогла «провинция»; туляки в 1981 году продублировали первое издание; эти пятьдесят тысяч несколько смягчили голод. И выход двухтомника Лескова-младшего в серии «Литературных мемуаров» (его тираж — 75 тысяч экземпляров) можно назвать долгожданным событием